# نينا بينز رود
نينا بينز رود (بالدنماركية: Nina Pens)‏ هي ممثلة دانمركية، ولدت في 22 مايو 1929 بالدنمارك، وتوفيت بنفس المكان في 22 يوليو 1992.

## وصلات خارجية
- نينا بينز رود على موقع IMDb (الإنجليزية)
- نينا بينز رود على موقع ألو سيني (الفرنسية)
- نينا بينز رود على موقع ميوزك برينز (الإنجليزية)
- نينا بينز رود على موقع أول موفي (الإنجليزية)
- نينا بينز رود على موقع قاعدة بيانات الأفلام السويدية (السويدية)
- نينا بينز رود على موقع ديسكوغز (الإنجليزية)
- نينا بينز رود على موقع قاعدة بيانات الفيلم (الإنجليزية)
- نينا بينز رود على موقع كينوبويسك (الروسية)